# 新春!お笑い名人寄席
『新春!お笑い名人寄席』（しんしゅん おわらいめいじんよせ）は、テレビ東京系列にて2011年より毎年1月2日の昼から夕にかけて生放送される演芸番組である。
2021年9月5日には、当番組のコーナーから『サンド軍VSナイツ軍 とっておき激推し芸人ネタバトル』が独立・特番化された。

## 概要
テレビ東京では長年1月2日の昼は『新春ワイド時代劇』が放送されていたが、2010年より放送時間を大幅短縮し放送開始時間が夕方になった。この空いた時間に放送されたのが前身番組『新春初笑い!演芸大百科』であり、こちらは1時間番組で収録番組であった。そして翌年より放送されたのが本番組である。
浅草演芸ホールからの生放送に加え、往年の名人達の究極の芸、伝説の高座をVTRで紹介する。また浅草寺の初詣風景なども生中継し日本のお正月の雰囲気を伝えている。
なお、本番組でのお笑い寄席は、放送当日の朝に浅草演芸ホールにて事前収録したものを放送している。
毎年恒例のコーナーとして、ゲストの女性芸能人が回答者として出演する大喜利コーナーがある。2023年までは春風亭小朝が進行を担当していた。
本番組が好評であったことから、2014年3月3日 - 7日の1週間、関東ローカルで11:35 - 12:30に『浅草!お笑い名人寄席』が放送された。
2016年は、新しい試みとして名古屋の大須演芸場でのお笑い寄席を放送することになった。こちらも、浅草演芸ホールと同様に放送当日の朝に事前収録を行ったものを放送した。あわせて、浅草演芸ホールと浅草寺に大須演芸場を加えた三元生中継を行った。
2020年以降はそれまで司会を務めた繁田美貴（テレビ東京アナウンサー）が2019年秋より産前産後休業入りしているため、角谷暁子（同）が登板した。
2021年は、番組内コーナーとしてサンドウィッチマン率いるサンド軍の芸人とナイツ率いるナイツ軍の芸人によるネタ合戦が放送された。2021年9月4日には、このコーナーを独立・特番化した『サンド軍VSナイツ軍 とっておき激推し芸人ネタバトル』が18:30 - 21:00（日曜ビッグバラエティ枠）にサンドウィッチマン・ナイツの司会で放送される。本番組での恒例コーナーである女性大喜利も行われた。

## 司会者

### 新春!お笑い名人寄席
- 東貴博（Take2）
- 中根舞美（テレビ東京アナウンサー） - 2024年

コーナー進行
- サンドウィッチマン（サンド軍VSナイツ軍ネタ合戦担当）
- ナイツ（同上）

※2024年は伊達みきお、土屋伸之が大喜利コーナーの進行を担当

### サンド軍VSナイツ軍 とっておき激推し芸人ネタバトル
- サンドウィッチマン
- ナイツ

## 過去の出演者
- 繁田美貴（テレビ東京アナウンサー） - 司会者、2019年まで
- 角谷暁子（テレビ東京アナウンサー） - 司会者、2020年から2023年

## 主要スタッフ

### 新春!お笑い名人寄席
- 演芸監修：佐藤かんじ
- 構成：佐藤雄貴（2021年 - ）、山田浩康（山田→2019,2020年は演芸監修）
- TC：大八木滋（2023年 - ）
- 美術：仙田拓也
- 制作進行：神谷正和（2023年 - 、以前は演出）
- ディレクター：山田翔太（以前はディレクター→演出→2024年は総合演出）、塚本洋平（塚本→一時離脱→復帰）、名木田一貴、飯島康祐（名木田・飯島→2025年）
- 総合演出：加納武司（2025年、以前はディレクター）
- プロデューサー：穂苅雄太（2019年は演出→総合演出）、青山海太（以前はディレクター）、小村以織（以前はディレクター、一時離脱→復帰）
- 制作協力：PROTX（2018年 - ）、輝企画
- チーフプロデューサー：星俊一
- 技術協力︰テクノマックス、ヌーベルアージュ
- 制作著作：テレビ東京

### 過去
- ブレーン：稲井宏明、元祖爆笑王（元祖→以前は演芸監修）
- 演芸監修：遠藤佳三、宮﨑牛丼（2019,2020年）
- 構成：渡辺創
- TC：櫻井典雄（2015年 - 、以前は技術）、三浦宏一（2018 - 2022年）
- 美術：高橋昭三、野本和広、薬王寺哲朗、小野清菜
- 技術協力︰スタジオヴェルト
- ディレクター：若井啓之、山崎正幸、古武直城、田中義朗、西崎和希、小林健太、前田夢有（前田→以前はディレクター→テレビ東京Aサブ）、原田桂次、松本凌、山下宏樹、小澤雄介、牧島俊介（山下〜牧島→2024年）
- 総合演出：丸山恵（2023年、以前はディレクター）
- プロデューサー：小川真吾、渡辺大樹、清水明（清水→以前は演出）
- AP：木村健作、中嶋希理子
- 制作進行：加々美進（以前は制作→プロデューサー）
- 制作：木村いさむ（以前はプロデューサー）→中川義規（2015年）
- 制作協力：東京ティラノサウルス、大関株式会社（大関→2022,2023年）
- チーフプロデューサー：加藤正敏→深谷守→村上徹夫→内田久善→角田康治（加藤・角田→以前はプロデューサー）

### 浅草!お笑い名人寄席
- ナレーション：ナイツ
- 構成：渡辺創
- 演芸監修：佐藤かんじ
- ディレクター：山崎正幸、加賀義則
- デスク：小島千明
- AP：中嶋希理子
- 総合演出：神谷正和
- 協力：浅草演芸ホール、テクノマックス、テレビ東京アート
- 制作協力：輝企画、東京ティラノサウルス
- プロデューサー：渡辺大樹、加々美進、小川真吾
- チーフプロデューサー：加藤正敏
- 制作著作：テレビ東京